# Aganosma
Aganosma és un gènere de fanerògames de la família de les Apocynaceae. Conté 39 espècies.
És originari del sud de la Xina fins a l'oest de Malàisia.

## Taxonomia
El gènere va ser descrit per (Blume) G.Don i publicat a A General History of the Dichlamydeous Plants 4: 69, 77. 1837.

## Espècies seleccionades
- Aganosma acuminata G.Don
- Aganosma affinis G.Don
- Aganosma apoensis Elmer
- Aganosma blumei A.DC.
- Aganosma breviloba Kerr